# صلاة منسى
صلاة منسى،  بالانكليزية( Prayer of Manasseh) وهو واحد من مجموعة ترانيم ملحقة بسفر مزامير العهد القديم في عدة مخطوطات للترجمة السبعينية (النسخة اليونانية من الكتاب المقدس العبري). صلاة منسى، الأكثر شهرة في المجموعة، هي صلاة توبة مكتوبة كامتداد لأخبار الأيام الثاني 33: 11-13، حيث يتوب منسى، خليفة حزقيا كملك يهوذا في القرن السابع قبل الميلاد، عن عبادته الوثنية للآلهة. غير الرب. صلاة منسى ليست في الشرائع اليهودية أو البروتستانتية أو الكاثوليكية. لكنها أدرجت في مخطوطات لاحقة للنسخه اللاتينية للانجيل في ملحق، وهي مدرجة ضمن "الأبوكريفا" في نسخة الملك جيمس والنسخة القياسية المنقحة. تقبله بعض الكنائس الأرثوذكسية. يضاف كملحق لسفر المزامير بعد مزمور 151 واحيانا كملحق لسفر اخبار الأيام الثاني

## التاريخ
تم تأليف الصلاة في القرن الأول أو الثاني الميلادي باللغة اليونانية، على الرغم من أن تشارلزوورث يرى أنها تم تأليفها بلا شك قبل تدمير الهيكل في عام 70 م. لكن نموذجنا الأقدم هو النسخة السريانية الموجودة في الديداسكاليا. ثم تمت ترجمته إلى اللاتينية وألحقته بطبعات مختلفة من النسخه اللاتينية للانجيل.

## النص
يا رب ضابط الكل الذي في السماء إله آبائنا إبراهيم واسحق ويعقوب وزرعهم الصديق الذي خلق السماء والأرض وكل زينتهما. الذي ربط البحر بكلمة أمره وختم فمه باسمه المخوف والمملوء مجداً. الذي يفزع ويرتعد كل شيء من قدام وجه قوته. لأنها لا تحد عظمة عز مجدك ولا يدرك غضب رجزك على الخطاة وغير محصاة ولا مدركة رحمة إرادتك، أنت الرب العلي الرحوم طويل الروح وكثير الرحمة وبار ومتأسف على شر البشر. أنت أيضاً يا رب على قدر صلاحك رسمت توبة لمن أخطأ إليك وبكثرة رحمتك بشرت بتوبة للخطأة لخلاصهم أنت يا رب إله الأبرار لم تجعل التوبة للصديقين إبراهيم واسحق ويعقوب هؤلاء الذين لم يخطئوا إليك بل جعلت التوبة لمثلي أنا الخاطئ لأني أخطأت أكثر من عدد رمل البحر، كثرت آثامي ولست مستحقاً أن أرفع عيني إلى السماء من قبل كثرة ظلمي ولست مستحقاً أن انحنى من أجل كثرة رباطات الحديد ولا أرفع رأسي من خطاياي والآن بالحقيقة قد أغضبتك ولا راحة لي لأني أسخطت رجزك، والشر صنعت بين يديك، وأقمت رجاساتي وأكثرت نجاساتي والآن أحنى ركبتي قلبي واطلب من صلاحك أخطأت يا رب أخطأت وآثامي أنا عارفها، ولكن أسأل وأطلب إليك يا رب اغفر لي ولا تهلكني بآثامي، ولا تحقد على إلى الدهر، ولا تحفظ شروري ولا تلقني في الدينونة في قرار أسفل الأرض، لأنك أنت هو إله التائبين، وفي أظهر صلاحك لاني غير مستحق . وخلصني بكثرة رحمتك. فأسبحك كل حين كل أيام حياتي لأنك أنت هو الذي تسبح لك كل قوات السموات ولك المجد إلى البد آمين.

## وصلات خارجية
- صلاة عزريا وترنيمة الأطفال
- رسالة كليمانت الثانية
- تتمة سفر استير